# Pretzel looping
Een pretzel looping is een omgekeerde looping die voor veel positieve g-krachten op het lichaam zorgt.

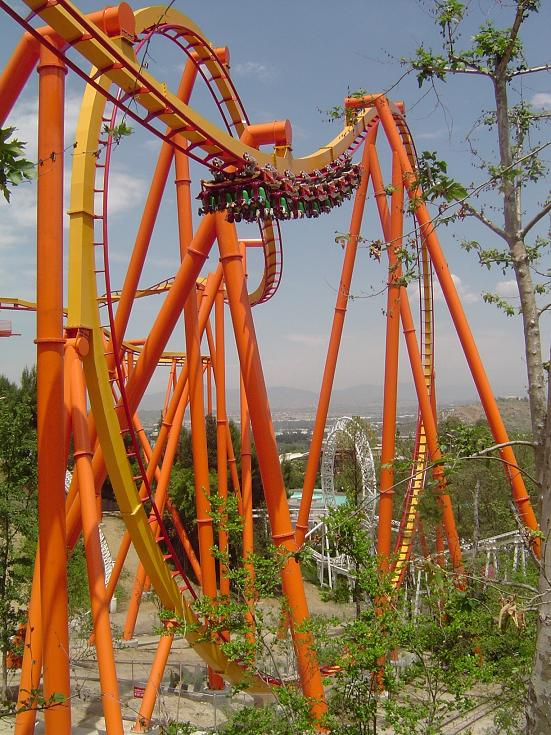
De Pretzel Looping van Tatsu

De vorm lijkt vanuit een bepaalde hoek op een pretzel, vandaar de naam. Er zijn anno 2024 slechts negen achtbanen op aarde met dit type inversie (en allen bevinden zich buiten Europa). Pretzel Loopings bevinden zich alleen maar op vliegende achtbanen van het Zwitserse Bolliger & Mabillard.

## Achtbanen met een pretzellooping
| Naam                      | Park                                        | Openingsjaar | Status                     |
| ------------------------- | ------------------------------------------- | ------------ | -------------------------- |
| Superman: Ultimate Flight | Six Flags Over Georgia                      | 2002         | in werking                 |
| Superman: Ultimate Flight | Six Flags Great Adventure                   | 2003         | in werking                 |
| Superman: Ultimate Flight | Six Flags Great America                     | 2003         | in werking                 |
| Tatsu                     | Six Flags Magic Mountain                    | 2006         | in werking                 |
| Crystal Wing              | Happy Valley Beijing                        | 2006         | in werking                 |
| Manta                     | SeaWorld Orlando                            | 2009         | in werking                 |
| Acrobat                   | Nagashima Spa Land                          | 2015         | in werking                 |
| Harpy                     | Xishuangbanna Theme Park                    | 2015         | Standing but not operating |
| The Flying Dinosaur       | Universal Studios Japan (2 pretzelloopings) | 2016         | in werking                 |